# Stazione di Kiba
La Stazione di Kiba (木場駅?, Kiba-eki) è una stazione della Metropolitana di Tokyo e si trova nel quartiere di Kōtō. Essa serve la linea Tōzai della Tokyo Metro.